# Saison 2021-2022 du Stade Malherbe Caen
Maillots
Chronologie
Saison précédente Saison suivante
La saison 2021-2022 du Stade Malherbe de Caen, club de football français, voit le club évoluer en Ligue 2. C'est la 31e saison du club normand à ce niveau.
Le SMC sort d'une saison cauchemardesque à l'issue de laquelle il a bien failli être relégué en National. Le président Olivier Pickeu ainsi que les actionnaires Oaktree et Pierre-Antoine Capton souhaitent insuffler un nouvel élan au club et enfin démarrer leur projet. Malherbe mise alors sur un entraîneur de Ligue 1 expérimenté, Stéphane Moulin, pour entamer ce nouveau cycle.
Les tout premiers matchs sont prometteurs, mais l’équipe, affaiblie par de nombreuses blessures, connaît une période difficile à l'automne qui la fait plonger au classement. Elle se redresse à partir du mois de décembre à la faveur d'un changement de système en 3-5-2, sans cependant jamais espérer pouvoir rattraper les équipes de tête. Le SMC termine finalement au 7e rang de Ligue 2, une place plus conforme au budget du club dans le championnat.

## Historique

### Avant-saison
Le SM Caen, miraculeusement maintenu en Ligue 2 lors des dernières secondes du dernier match, se doit de retrouver de l'ambition. 
Les dirigeants annoncent le 4 juin 2021 la signature d'un nouvel entraîneur, Stéphane Moulin, qui vient de quitter le SCO Angers. Ce dernier vient accompagné de son staff, et notamment de son adjoint Serge Le Dizet. Moulin sort de dix saisons réussies avec le club angevin, dont six saisons consécutives en Ligue 1, et neuf saisons, de 2011 à 2020, sous la direction d'Olivier Pickeu.

#### Mercato
Comme lors des saisons précédentes, le premier objectif du SMC est de dégraisser son effectif afin de réduire la masse salariale et retrouver une taille d'effectif conforme aux souhaits du nouvel entraîneur. L'équipe compte en début de saison plus de trente joueurs professionnels. Le 15 juin, le club officialise le départ de six joueurs dont quatre en fin de contrat et deux retours de prêt. Ainsi Jessy Pi, Steeve Yago, Anthony Weber et Adama Mbengue quittent le SM Caen. Le 1er juillet, Yacine Bammou, un des plus importants salaires de l'équipe, part en Turquie à Ümraniyespor.
Le président Olivier Pickeu déclare que l'entraineur souhaite en priorité le renfort d'un milieu défensif et d'un défenseur central. Pour Stéphane Moulin, l'équipe doit également être renforcée sur les côtés, notamment sur les deux postes d'arrières latéraux. Le dossier concernant le premier profil est finalisé le 9 juillet, le milieu lorientais Franklin Wadja signe pour deux ans. Le 21 juillet, le très convoité Ali Abdi, auteur de 9 buts la saison passée au Paris FC en tant que défenseur latéral ou milieu excentré, signe pour deux saisons. Pourtant sollicité en Ligue 1 et à l'étranger, notamment en Allemagne et en Belgique, ce dernier se laisse convaincre par le discours d'Olivier Pickeu et Stéphane Moulin. Le 31 août, quelques heures avant la fermeture du mercato, Malherbe accueille deux renforts offensifs. Les ailiers Nuno Da Costa (Nottingham Forest), blessé, et Mehdi Chahiri (RC Strasbourg), arrivent en prêt. Enfin, le défenseur de l'USL Dunkerque Ibrahim Cissé est transféré in-extremis au SMC après d'interminables négociations entamées depuis un mois.
Dans le sens des départs, le SMC réalise une vente importante : Alexis Beka Beka, valorisé par sa participation aux Jeux Olympiques de Tokyo, est sollicité durant le mois d’août, notamment par l'OGC Nice où le joueur souhaite aller. Après des semaines de négociations, le milieu de terrain est finalement transféré en Russie au Lokomotiv Moscou contre environ 6M€, un montant record pour le SM Caen en Ligue 2. Le dernier jour du mercato, l'attaquant Nicholas Gioacchini est prêté au Montpellier HSC avec option d'achat.
| Nom                          | Nationalité | Transfert (montant) | Provenance/Destination | Division         |
| Arrivées                     | Arrivées    | Arrivées            | Arrivées               | Arrivées         |
| ---------------------------- | ----------- | ------------------- | ---------------------- | ---------------- |
| Stéphane Moulin (entraineur) | France      | Libre               | Angers SCO             | Ligue 1          |
| Franklin Wadja               | France      | Transfert           | FC Lorient             | Ligue 1          |
| Ali Abdi                     | Tunisie     | Libre               | Paris FC               | Ligue 2          |
| Nuno Da Costa                | Cap-Vert    | Prêt sans OA        | Nottingham Forest      | EFL Championship |
| Mehdi Chahiri                | France      | Prêt sans OA        | RC Strasbourg          | Ligue 1          |
| Ibrahim Cissé                | France      | Transfert           | USL Dunkerque          | Ligue 2          |
| Départs                      |             |                     |                        |                  |
| Alexis Beka Beka             | France      | Transfert (6 M€)    | Lokomotiv Moscou       | Premier Liga     |
| Nicholas Gioacchini          | États-Unis  | Prêt avec OA        | Montpellier HSC        | Ligue 1          |
| Yacine Bammou                | Maroc       | Contrat résilié     | Ümraniyespor           | 1. Lig           |
| Steeve Yago                  | France      | Fin de contrat      | Aris Limassol          | Championnat Cyta |
| Anthony Weber                | France      | Retraite            |                        |                  |
| Jessy Pi                     | France      | Fin de contrat      | Dijon FCO              | Ligue 2          |
| Adama Mbengue                | Sénégal     | Fin de contrat      | LB Châteauroux         | National         |
| Aliou Traoré                 | France      | Retour de prêt      | Manchester United      | Premier League   |
| Garissone Innocent           | France      | Retour de prêt      | Paris SG               | Ligue 1          |
| Godson Kyeremeh              | France      | Prêt                | FC Annecy              | National         |
| Younn Zahary                 | France      | Transfert           | SO Cholet              | National         |
| Herman Moussaki              | France      | Transfert           | USBCO                  | National         |
| Marvin Golitin               | France      | Contrat résilié     | FC 93                  | National 2       |
| Ayoub Jabbari                | Maroc       | Contrat résilié     |                        |                  |
| Brice Tutu                   | France      | Contrat résilié     |                        |                  |
| Azzeddine Toufiqui           | France      | Contrat résilié     | FC Emmen               | Eerste Divisie   |

### Récit de la phase aller
La saison débute le 24 juillet 2021 avec la réception de Rodez. Les Caennais l'emportent largement, grâce notamment à l’attaquant Alexandre Mendy, auteur d’un triplé en trente-sept minutes de jeu seulement. Le match suivant, à Niort, est plus compliqué mais Mendy marque malgré tout l'unique but de la rencontre de la tête sur corner. À cette occasion, il rattrape déjà en l'espace de deux matchs son total de buts de la saison passée. 
Toutefois, le SMC concède sa première défaite la semaine suivante face à Sochaux (1-2). S'ensuit une période compliquée, où Malherbe ne gagnera qu'un seul de ses six matchs. Les rouges et bleus reprennent espoir dans un redressement en battant Toulouse (3-2), alors leader invaincu du championnat. Cet exploit marque cependant le début d'une disette de plus de deux mois, pendant laquelle le SMC ne gagnera plus un seul match en championnat.  
Parallèlement, le SM Caen réalise un parcours plus qu'éphémère en Coupe de France, étant éliminé aux tirs au but face aux amateurs de Dinan-Lehon (1-1, 4-1 AP) dès son entrée dans la compétition. 
Le match à Auxerre le 4 décembre est un tournant. Disposés dans un nouveau système de jeu avec trois défenseurs centraux, les Caennais manquent de l'emporter, malgré la grave blessure de Chahiri, buteur (2-2). Les Caennais prennent finalement les trois points lors du match suivant à domicile face à Guingamp (2-1). Le dernier match de l'année à Quevilly est particulièrement frustrant, avec deux buts concédés dans les arrêts de jeu (2-2). 

### Mercato d'hiver
Fin novembre, Adolphe Teikeu arrive libre de tout contrat, mais n'est pas tout de suite opérationnel. Olivier Pickeu annonce la volonté de recruter un milieu axial pendant l'hiver. Le dossier est rapidement bouclé avec l'arrivée de Djibril Diani en provenance du Grasshopper Club Zurich, en Suisse. Il s'engage le 4 janvier 2022 pour deux ans et demi. 
Dans le sens des départs, le club continue de « dégraisser », notamment parmi les jeunes professionnels qui n'ont pas confirmé et qui ne font plus partie du projet. Loup Hervieu rejoint notamment le KFC Mandel United, club de troisième division belge et l'espoir finlandais Timo Stavitski, recruté en janvier 2018, voit son contrat résilié. 
| Nom             | Nationalité | Transfert (montant)    | Provenance/Destination  | Division         |
| Arrivées        | Arrivées    | Arrivées               | Arrivées                | Arrivées         |
| --------------- | ----------- | ---------------------- | ----------------------- | ---------------- |
| Djibril Diani   | France      | Transfert              | Grasshopper Club Zurich | Super League     |
| Adolphe Teikeu  | Cameroun    | Libre                  |                         |                  |
| Départs         |             |                        |                         |                  |
| Loup Hervieu    | France      | Transfert              | KFC Mandel United       | Nationale 1      |
| Timo Stavitski  | Finlande    | Contrat résilié        |                         |                  |
| Zeidane Inoussa | Suède       | Prêt (6 mois)          | Real Murcia             | Tercera División |
| Jason Ngouabi   | France      | Prêt sans OA (6 mois)  | FC Sète                 | National         |
| Evens Joseph    | France      | Transfert              | FC Sète                 | National         |
| Kélian Nsona    | France      | Transfert (env. 0,5M€) | Hertha Berlin           | Bundesliga       |
| Aloys Fouda     | France      | Pret (6 mois)          | FC Chambly              | National         |

### Récit de la phase retour
Le Stade Malherbe connaît des résultats en dents de scie lors de la seconde partie de championnat, mais propose de bien meilleures prestations. Surtout, le club devient presque intraitable à domicile, contribuant à un retour progressif du public au Stade d'Ornano. Plusieurs titulaires s'affirment rapidement indispensables : Ibrahim Cissé en défense centrale, Ali Abdi et Hugo Vandermersch au poste de latéral, Johann Lepenant et Jessy Deminguet dans l'entrejeu, ainsi que Nuno Da Costa et Alexandre Mendy se révèlent être les joueurs majeurs de l'effectif. L'équipe connaît une série de six matchs sans défaite, dont une deuxième victoire sur le Toulouse FC (4-1), futur champion, et une autre spectaculaire au Havre (2-4), qui lui permet de passer de la 13e à la 6e place du classement. La toute fin de saison est plus difficile, certains joueurs cadres semblent émoussés, mais Malherbe termine finalement le championnat à une satisfaisante 7e place.
Jessy Deminguet, devenu capitaine, est auteur de six buts et neufs passes décisives. Il est élu meilleur joueur de la saison par les supporters. L'attaquant Alexandre Mendy inscrit un total de seize buts et termine troisième du classement des buteurs du championnat. Le latéral gauche Ali Abdi est quant à lui inclus dans l'équipe type de Ligue 2 lors des Trophées UNFP.

## Joueurs et club

### Sponsors et équipementier
Umbro, sous contrat jusqu'en juin 2022 avec le club, entame sa sixième saison comme équipementier. Le contrat avec Isigny-Sainte-Mère, le principal partenaire visible sur le maillot domicile des trois dernières saisons, est expiré et n'est pas reconduit. Fait rarissime, le SM Caen ne trouve pas immédiatement de nouveau partenaire et joue son premier match de championnat avec un maillot vierge de sponsor sur la face avant. Finalement, l'entreprise de stations de lavage Starwash, basée à Houlgate, devient le nouveau sponsor maillot principal .

## Les rencontres de la saison

### Championnat de Ligue 2
Le championnat débute le 24 juillet 2021 et se termine le 15 mai 2021.
| Date                     | Heure | J. | Adversaire             | Lieu | Score | Buteurs pour le SM Caen                               | Pts | Class. | Affluence | Averti                                         | Carton rouge |
| ------------------------ | ----- | -- | ---------------------- | ---- | ----- | ----------------------------------------------------- | --- | ------ | --------- | ---------------------------------------------- | ------------ |
| Samedi 24 juillet 2021   | 19h00 | 1  | Rodez                  | Dom. | 4-0   | Mendy 2e 18e 38e (pen.), Shamal 90e                   | 3   | 2e     | 7 292     | Lepenant                                       |              |
| Samedi 31 juillet 2021   | 19h00 | 2  | Niort                  | Ext. | 0-1   | Mendy 48e                                             | 6   | 2e     | 1 523     | Wadja, Deminguet                               |              |
| Samedi 7 août 2021       | 15h00 | 3  | FC Sochaux-Montbéliard | Dom. | 1-2   | Hountondji 90e                                        | 6   | 5e     | 9 177     |                                                | Inoussa      |
| Samedi 21 août 2021      | 19h00 | 5  | AS Nancy-Lorraine      | Dom. | 1-0   | Mendy 17e                                             | 9   | 5e     | 8 854     |                                                |              |
| Mercredi 25 août 2021    | 19h00 | 4  | AC Ajaccio             | Ext. | 2-0   |                                                       | 9   | 5e     | 2 830     | Deminguet, Lepenant                            | Mendy        |
| Samedi 28 août 2021      | 15h00 | 6  | Nîmes                  | Ext. | 0-0   |                                                       | 10  | 6e     | 3 296     | Abdi, Rémy Riou                                |              |
| Samedi 11 septembre 2021 | 19h00 | 7  | Pau FC                 | Dom. | 1-2   | Rivierez 23e                                          | 10  | 9e     | 8 867     | Zady Sery                                      |              |
| Samedi 18 septembre 2021 | 19h00 | 8  | SC Bastia              | Ext. | 1-1   | Mendy 90+1e (pen.)                                    | 11  | 9e     | 7 682     | Wadja                                          |              |
| Mardi 21 septembre 2021  | 20h00 | 9  | Dijon FCO              | Dom. | 0-1   |                                                       | 11  | 11e    | 8 391     |                                                | Abdi         |
| Lundi 27 septembre 2021  | 20h45 | 10 | Toulouse FC            | Ext. | 2-3   | Wadja 8e, Diakité 39e (csc), Deminguet 45+1e          | 14  | 9e     | 9 856     | Mendy                                          |              |
| Samedi 2 octobre 2021    | 19h00 | 11 | VAFC                   | Dom. | 1-2   | Chahiri 90+2e                                         | 14  | 12e    | 8 490     | Gonçalves                                      |              |
| Samedi 16 octobre 2021   | 19h00 | 12 | Havre AC               | Dom. | 2-2   | Mendy 31e, Chahiri 58e                                | 15  | 9e     | 16 729    | Deminguet                                      |              |
| Samedi 23 octobre 2021   | 19h00 | 13 | USL Dunkerque          | Ext. | 1-1   | Chahiri 62e                                           | 16  | 10e    | 2 500     |                                                |              |
| Samedi 30 octobre 2021   | 19h00 | 14 | Grenoble               | Dom. | 0-1   |                                                       | 16  | 12e    | 8 651     | Da Costa                                       |              |
| Samedi 6 novembre 2021   | 19h00 | 15 | Amiens SC              | Ext. | 0-0   |                                                       | 17  | 12e    | 8 790     | Rivierez, Da Costa, Abdi, Fouda                |              |
| Samedi 20 novembre 2021  | 19h00 | 16 | Paris FC               | Dom. | 0-1   |                                                       | 17  | 16e    | 11 635    | Wadja, Mendy                                   |              |
| Samedi 4 décembre 2021   | 15h00 | 17 | AJ Auxerre             | Ext. | 2-2   | Mendy 13e, Vandermersch 76e                           | 18  | 17e    | 6 366     | Vandermersch                                   |              |
| Samedi 11 décembre 2021  | 19h00 | 18 | EA Guingamp            | Dom. | 2-0   | Da Costa 14e, Mendy 81e (pen.)                        | 21  | 13e    | 9 834     | Lepenant                                       |              |
| Mardi 21 décembre 2021   | 20h45 | 19 | QRM                    | Ext. | 2-2   | Oniangué 26e, Da Costa 50e                            | 22  | 14e    | 5 058     | Wadja                                          | Mendy        |
| Samedi 15 janvier 2022   | 20h00 | 21 | FC Sochaux-Montbéliard | Ext. | 3-2   | Da Costa 17e, Deminguet 28e (pen.)                    | 22  | 15e    | 5 000     | Gonçalves, Deminguet, Rivierez                 | Da Costa     |
| Lundi 24 janvier 2022    | 20h45 | 22 | AC Ajaccio             | Dom. | 2-0   | Mendy 65e (pen.), Deminguet 90e                       | 25  | 13e    | 5 000     | Vandermersch, Lepenant                         |              |
| Vendredi 28 janvier 2022 | 19h00 | 20 | Niort                  | Dom. | 0-2   |                                                       | 25  | 14e    | 5 000     | Gonçalves, Da Costa, Shamal                    | Court        |
| Samedi 5 février 2022    | 19h00 | 23 | AS Nancy-Lorraine      | Ext. | 1-1   | Mendy 62e                                             | 26  | 15e    | 4 000     | Deminguet, Rivierez                            |              |
| Samedi 12 février 2022   | 19h00 | 24 | Nîmes                  | Dom. | 4-0   | Da Costa 9e, Mendy 18e 45+4e (pen.), Abdi 56e         | 29  | 12e    | 8 075     | Traoré                                         |              |
| Samedi 19 février 2022   | 19h00 | 25 | Pau FC                 | Ext. | 1-0   |                                                       | 29  | 14e    | 3 106     | Lepenant, Oniangué, Deminguet, Abdi            |              |
| Samedi 26 février 2022   | 19h00 | 26 | SC Bastia              | Dom. | 2-1   | Da Costa 28e 53e                                      | 32  | 12e    | 8 980     | Lepenant                                       |              |
| Samedi 5 mars 2022       | 19h00 | 27 | Dijon FCO              | Ext. | 1-0   |                                                       | 32  | 13e    | 4 500     | Vandermersch                                   |              |
| Samedi 12 mars 2022      | 19h00 | 28 | Toulouse FC            | Dom. | 4-1   | Mendy 18e, Court 31e, Oniangué 51e, Da Costa 71e      | 35  | 10e    | 11 429    |                                                |              |
| Mardi 15 mars 2022       | 19h00 | 29 | VAFC                   | Ext. | 1-1   | Da Costa 13e                                          | 36  | 10e    | 6 457     | Abdi, Cissé                                    |              |
| Samedi 19 mars 2022      | 15h00 | 30 | Havre AC               | Ext. | 2-4   | Da Costa 38e, Deminguet 81e (pen.) 90+2e, Jeannot 85e | 39  | 7e     | 18 693    | Da Costa, Lepenant, Diani, Oniangué, Deminguet |              |
| Samedi 2 avril 2022      | 19h00 | 31 | USL Dunkerque          | Dom. | 2-1   | Court 36e, Mendy 49e                                  | 42  | 6e     | 10 720    | Traoré, Court                                  |              |
| Samedi 9 avril 2022      | 19h00 | 32 | Grenoble               | Ext. | 0-2   | Mendy 82e, Jeannot 90+1e                              | 45  | 6e     | 3 937     | Sy, Court                                      |              |
| Samedi 16 avril 2022     | 19h00 | 33 | Amiens SC              | Dom. | 1-1   | Oniangué 52e                                          | 46  | 7e     | 11 263    |                                                |              |
| Mardi 19 avril 2022      | 20h00 | 34 | Paris FC               | Ext. | 1-0   |                                                       | 46  | 8e     | 3 423     | Sy, Mendy, Diani                               |              |
| Samedi 23 avril 2022     | 15h00 | 35 | AJ Auxerre             | Dom. | 1-1   | Deminguet 89e                                         | 47  | 8e     | 14 935    | Cissé, Abdi, Da Costa                          |              |
| Samedi 30 avril 2022     | 19h00 | 36 | EA Guingamp            | Ext. | 2-1   | Diani 14e                                             | 47  | 9e     | 10 950    | Mendy, Vandermersch, Court                     |              |
| Samedi 7 mai 2022        | 19h00 | 37 | QRM                    | Dom. | 2-0   | Jeannot 77e, Abdi 90+2e                               | 50  | 7e     | 18 003    | Vandermersch, Court, Abdi, Jeannot             |              |
| Samedi 14 mai 2022       | 19h00 | 38 | Rodez                  | Ext. | 2-0   |                                                       | 50  | 7e     | 1 667     | Abdi                                           |              |

Extrait du classement de Ligue 2 2021-2022
| Rang | Équipe                 | Pts | J  | G  | N  | P  | Bp | Bc | Diff | Promotion, qualification ou relégation  |
| ---- | ---------------------- | --- | -- | -- | -- | -- | -- | -- | ---- | --------------------------------------- |
| 5    | FC Sochaux-Montbéliard | 68  | 38 | 19 | 11 | 8  | 47 | 34 | +13  | Participation aux barrages de promotion |
| 6    | EA Guingamp            | 58  | 38 | 15 | 13 | 10 | 52 | 48 | +4   |                                         |
| 7    | SM Caen                | 50  | 38 | 13 | 11 | 14 | 51 | 42 | +9   |                                         |
| 8    | Le Havre AC            | 50  | 38 | 13 | 11 | 14 | 38 | 41 | −3   |                                         |
| 9    | Nîmes Olympique R      | 49  | 38 | 14 | 7  | 17 | 44 | 51 | −7   |                                         |

### Coupe de France
| 7e tour                | (N3) Dinan Léhon FC                     | 1 – 1 4 - 1 t. a. b. | Stade Malherbe Caen (L2)                      |                                                                                                 |                                                                                                 |
| 13 novembre 2021 18h00 | Coiffic 4e                              | (1 - 0)              | 87e Da Costa                                  | Stade Marville, Saint-Malo Spectateurs : 2 500 Diffuseur : FFF TV Arbitrage : Cédric Dos Santos | Stade Marville, Saint-Malo Spectateurs : 2 500 Diffuseur : FFF TV Arbitrage : Cédric Dos Santos |
| 13 novembre 2021 18h00 | Lucas 20e                               |                      | 31e Shamal · 44e Armougom · 90+5e Gonçalves · | Stade Marville, Saint-Malo Spectateurs : 2 500 Diffuseur : FFF TV Arbitrage : Cédric Dos Santos | Stade Marville, Saint-Malo Spectateurs : 2 500 Diffuseur : FFF TV Arbitrage : Cédric Dos Santos |
| 13 novembre 2021 18h00 | Le Nouen · Coiffic · Dufouil · Lefebvre | Tirs au but 4 - 1    | Oniangué · Gonçalves · Cissé                  | Stade Marville, Saint-Malo Spectateurs : 2 500 Diffuseur : FFF TV Arbitrage : Cédric Dos Santos | Stade Marville, Saint-Malo Spectateurs : 2 500 Diffuseur : FFF TV Arbitrage : Cédric Dos Santos |

## Statistiques
Alexandre Mendy, avec un total de 16 buts inscrits, termine 3e meilleur buteur du championnat derrière Rhys Healey (Toulouse FC, 20 buts) et Gaëtan Charbonnier (AJ Auxerre, 17 buts), et Jessy Deminguet 3e meilleur passeur avec 9 passes décisives, derrière Branco van den Boomen (Toulouse FC, 20) et Youssouf M'Changama (EA Guingamp, 15).

### Classements des buteurs et passeurs (toutes compétitions)
| Rang  | Joueur             | Ligue 2 | Coupe de France | Total |
| ----- | ------------------ | ------- | --------------- | ----- |
| 1     | Alexandre Mendy    | 16      | 0               | 16    |
| 2     | Nuno Da Costa      | 9       | 1               | 10    |
| 3     | Jessy Deminguet    | 6       | 0               | 6     |
| 4     | Mehdi Chahiri      | 3       | 0               | 3     |
| 4     | Prince Oniangué    | 3       | 0               | 3     |
| 4     | Benjamin Jeannot   | 3       | 0               | 3     |
| 7     | Yoann Court        | 2       | 0               | 2     |
| 7     | Ali Abdi           | 2       | 0               | 2     |
| 9     | Steve Shamal       | 1       | 0               | 1     |
| 9     | Andréas Hountondji | 1       | 0               | 1     |
| 9     | Jonathan Rivierez  | 1       | 0               | 1     |
| 9     | Franklin Wadja     | 1       | 0               | 1     |
| 9     | Hugo Vandermersch  | 1       | 0               | 1     |
| 9     | Djibril Diani      | 1       | 0               | 1     |
| C.S.C | 1 joueur           | 1       | 0               | 1     |
| TOTAL | TOTAL              | 51      | 1               | 52    |

| Rang  | Joueur            | Ligue 2 | Coupe de France | Total |
| ----- | ----------------- | ------- | --------------- | ----- |
| 1     | Jessy Deminguet   | 9       | 0               | 9     |
| 2     | Yoann Court       | 6       | 0               | 6     |
| 3     | Ali Abdi          | 5       | 0               | 5     |
| 4     | Caleb Zady Sery   | 4       | 0               | 4     |
| 5     | Hugo Vandermersch | 3       | 0               | 3     |
| 5     | Nuno Da Costa     | 3       | 0               | 3     |
| 7     | Anthony Gonçalves | 1       | 0               | 1     |
| 7     | Steve Shamal      | 1       | 0               | 1     |
| 7     | Alexandre Mendy   | 1       | 0               | 1     |
| 7     | Benjamin Jeannot  | 1       | 0               | 1     |
| 7     | Johann Lepenant   | 1       | 0               | 1     |
| 7     | Mehdi Chahiri     | 1       | 0               | 1     |
| TOTAL | TOTAL             | 36      | 0               | 36    |

Statistiques mises a jour apres la 38e journée.

### Joueurs prêtés
| P. | Nat. | Nom             | Club en prêt | Compétition | Championnat | Championnat | Championnat    | Championnat | Championnat  | Coupes nationales | Coupes nationales | Coupes nationales | Coupes nationales | Coupes nationales | Total | Total       | Total          | Total  | Total        |
| P. | Nat. | Nom             | Club en prêt | Compétition | MJ          | But inscrit | Passe décisive | Averti      | Carton rouge | MJ                | But inscrit       | Passe décisive    | Averti            | Carton rouge      | MJ    | But inscrit | Passe décisive | Averti | Carton rouge |
| -- | ---- | --------------- | ------------ | ----------- | ----------- | ----------- | -------------- | ----------- | ------------ | ----------------- | ----------------- | ----------------- | ----------------- | ----------------- | ----- | ----------- | -------------- | ------ | ------------ |
| A  |      | Godson Kyeremeh | FC Annecy    | National    | 33          | 8           | 10             | 5           | 0            | 0                 | 0                 | 0                 | 0                 | 0                 | 33    | 8           | 10             | 5      | 0            |

## Équipe réserve
L'équipe réserve évolue en National 2.